# Mangifera persiciforma
Espèce
Synonymes
- Mangifera hiemalis J.Y. Liang[2]

Statut de conservation UICN

 DD  : Données insuffisantes
Mangifera persiciforma est une espèce de plantes du genre Mangifera de la famille des Anacardiaceae.